# キャロル・ストリート駅
キャロル・ストリート駅（Carroll Street）はブルックリン区キャロル・ガーデンズのキャロル・ストリートとスミス・ストリート交差点に位置するニューヨーク市地下鉄INDカルバー線の駅で、F系統とG系統が終日停車する。
なお、駅名にキャロル・ストリートとあるが、キャロル・ストリートに出入口は一切設けられていない。

## 駅構造
| G          | 地上階                       | 出入口 |
| M          | 改札階                       | 改札口、駅員室、メトロカード自動券売機 |
| P ホーム階 | 相対式ホーム、右側ドアが開く | 相対式ホーム、右側ドアが開く |
| P ホーム階 | 北行緩行線                   | ← ジャマイカ-179丁目駅行き（バーゲン・ストリート駅） ← コート・スクエア駅行き（バーゲン・ストリート駅）                                        |
| P ホーム階 | 北行急行線                   | ← 通過 |
| P ホーム階 | 南行急行線                   | → 通過 → |
| P ホーム階 | 南行緩行線                   | → コニー・アイランド-スティルウェル・アベニュー駅行き（スミス・ストリート-9丁目駅）→ チャーチ・アベニュー駅行き（スミス・ストリート-9丁目駅）→ |
| P ホーム階 | 相対式ホーム、右側ドアが開く | |

1933年10月7日開業し、相対式ホーム2面4線の駅である。急行線は駅の北で緩行線の下に潜るため緩行線より深い位置にある。駅の南でゴワナス運河を渡るため高架線に上がる。ホーム壁には緑地に白で"CARROLL ST."とサンセリフ体で書かれている。

### 出口
ホーム上にある2番プレイス側の改札が改札内連絡通路を兼ねており全出口が両ホームに接続している。以下に出口の一覧を示す。

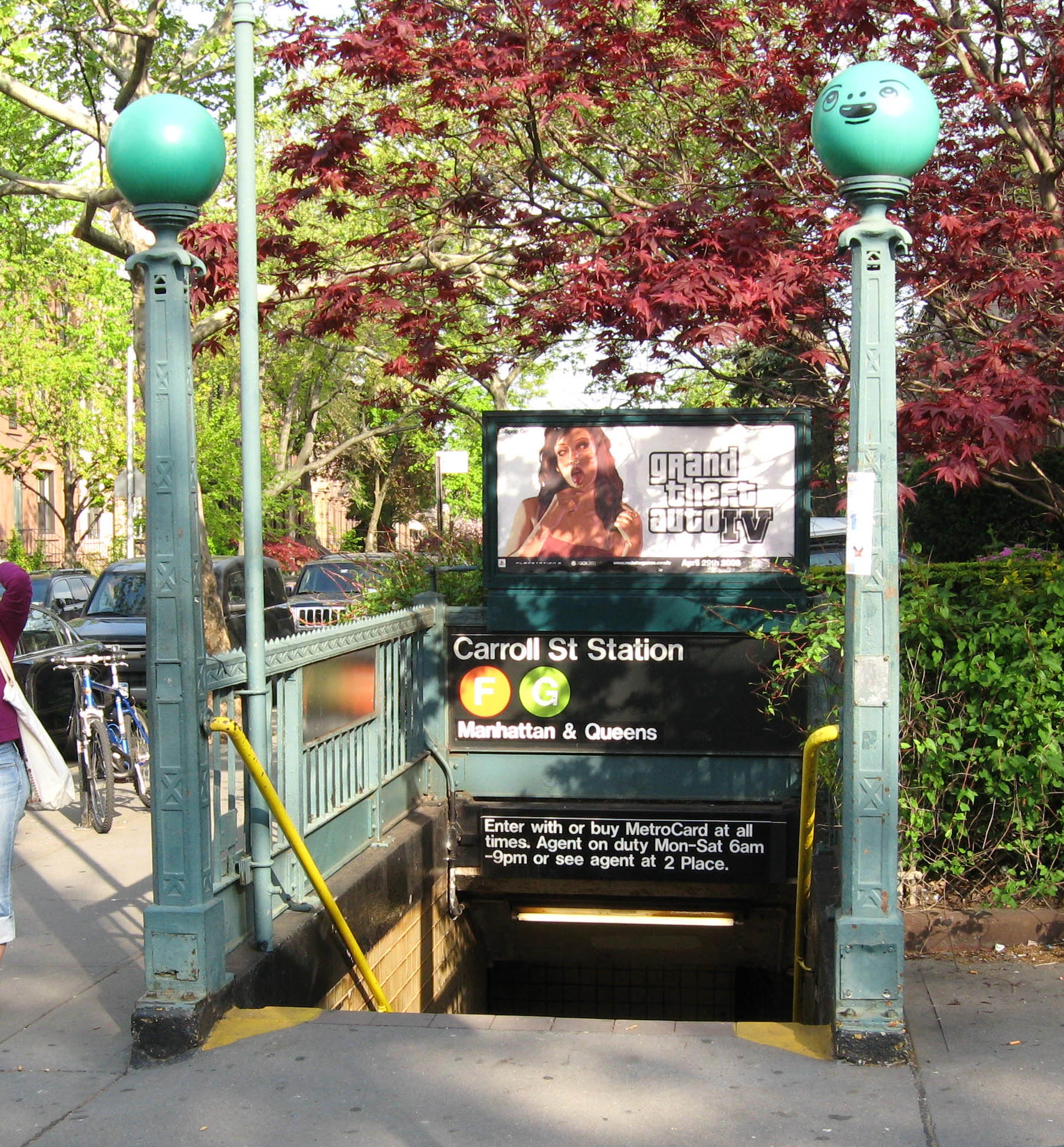
地上の入口
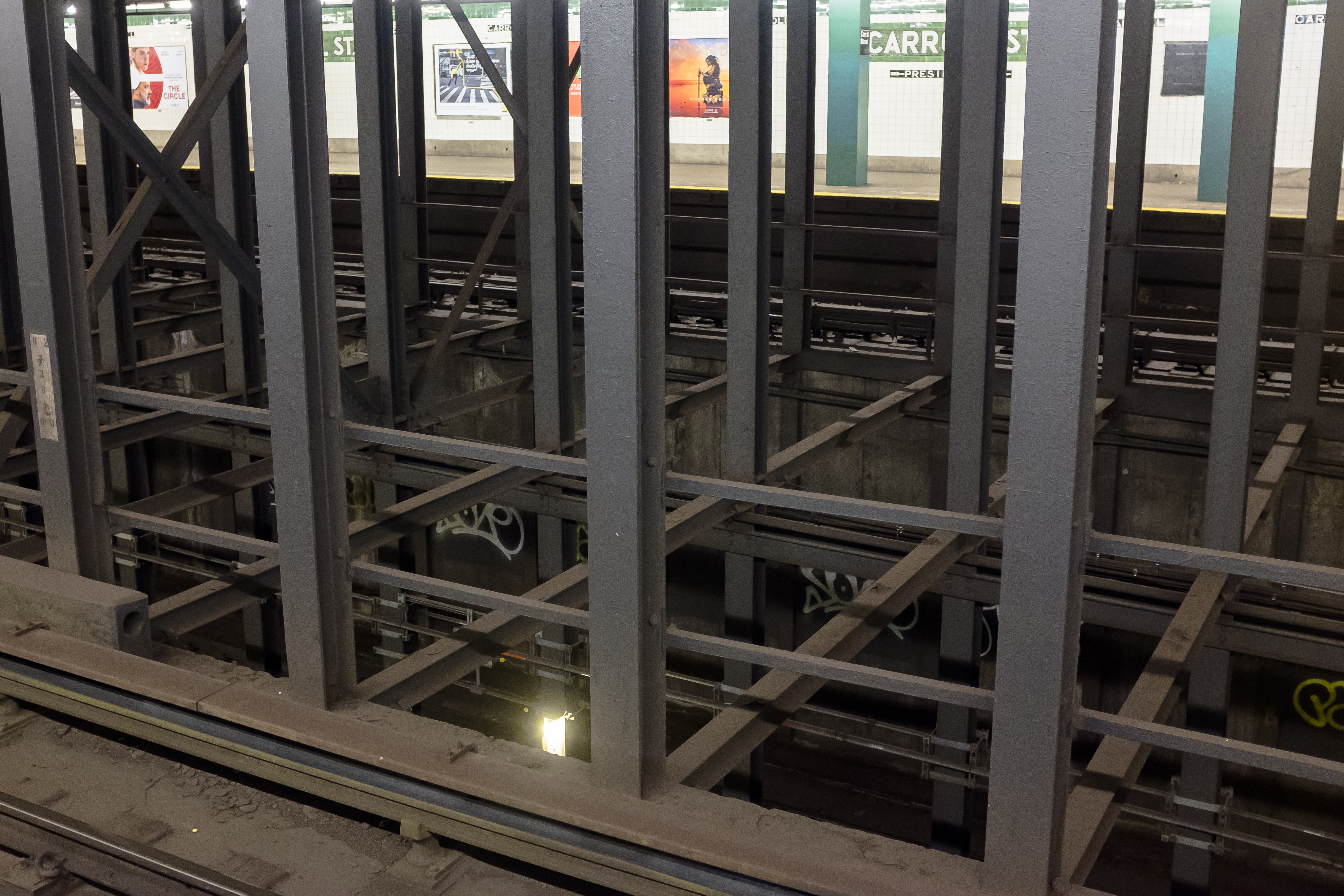
急行線をホームから見る

| 位置                                                   | 種類 | 数 | 主として接続するホーム |
| ------------------------------------------------------ | ---- | -- | ---------------------- |
| プレジデント・ストリートとスミス・ストリート交差点北西 | 階段 | 1  | 南方                   |
| プレジデント・ストリートとスミス・ストリート交差点北東 | 階段 | 1  | 北方                   |
| プレジデント・ストリートとスミス・ストリート交差点南東 | 階段 | 1  | 北方                   |
| 2番プレイスとスミス・ストリート交差点南東              | 階段 | 1  | 両方                   |
| 2番プレイスとスミス・ストリート交差点北西              | 階段 | 1  | 両方                   |

- 地上の入口
- 急行線をホームから見る